# Charly van Rest
Willem Bernhard (Charly) van Rest  (Jakarta, 15 juni 1949) is een Nederlands beeldend kunstenaar, actief als fotograaf, beeldhouwer, collagist, geluidskunstenaar, installatiekunstenaar, assemblagekunstenaar, schilder, performancekunstenaar, en textielkunstenaar. Zijn werk wordt gerekend tot de popart, arte povera, en land art.

## Levensloop
Charly van Rest studeerde publiciteitsvormgeving en grafisch ontwerpen aan de Academie van Beeldende Kunsten en Technische Wetenschappen te Rotterdam van 1967 tot 1972 onder andere bij Willy Schurman, Krijn Giezen en Peter Jansen. In deze tijd raakte bij onder andere bevriend met Joop Schafthuizen, Daan van Golden en Henk Tas.
Na zijn studie vestigde Charly van Rest zich als beeldend kunstenaar in Rotterdam. In de eerste helft van de jaren zeventig reisde hij voor zijn werk naar Sicilië, Griekenland, Turkije met name Istanbul, Libanon, Egypte met name Caïro, Syrië, Sudan en Indonesië. In de jaren tachtig ging hij verder nog naar de Nederlandse Antillen in 1982, terug naar Egypte in 1985 en naar Australië in 1989.
In 1991 werd ze onderscheiden met de Hendrik Chabot Prijs.

## Exposities, een selectie
- 1991. Hypodroom, werken van Charly van Rest, Museum Boymans-van Beuningen Rotterdam.[4]
- 1993. Nederlandse fotografie 1970-1990, Commanderie van Sint-Jan, Nijmegen. Verder met onder andere Oscar van Alphen, Marrie Bot, Helena van der Kraan, Piet van Leeuwen en Paul de Nooijer.[5][6]
- 2016. The Back Room - Charly van Rest, TENT Rotterdam.[7]